# Mike Pompeo
Mike Pompeo, właśc. Michael Richard Pompeo (ur. 30 grudnia 1963 w Orange) – amerykański polityk, członek Partii Republikańskiej. Od 2011 do 2017 był przedstawicielem czwartego okręgu wyborczego w stanie Kansas do Izby Reprezentantów Stanów Zjednoczonych, w latach 2018–2021 sekretarz stanu Stanów Zjednoczonych w administracji prezydenta Donalda Trumpa.

## Życiorys

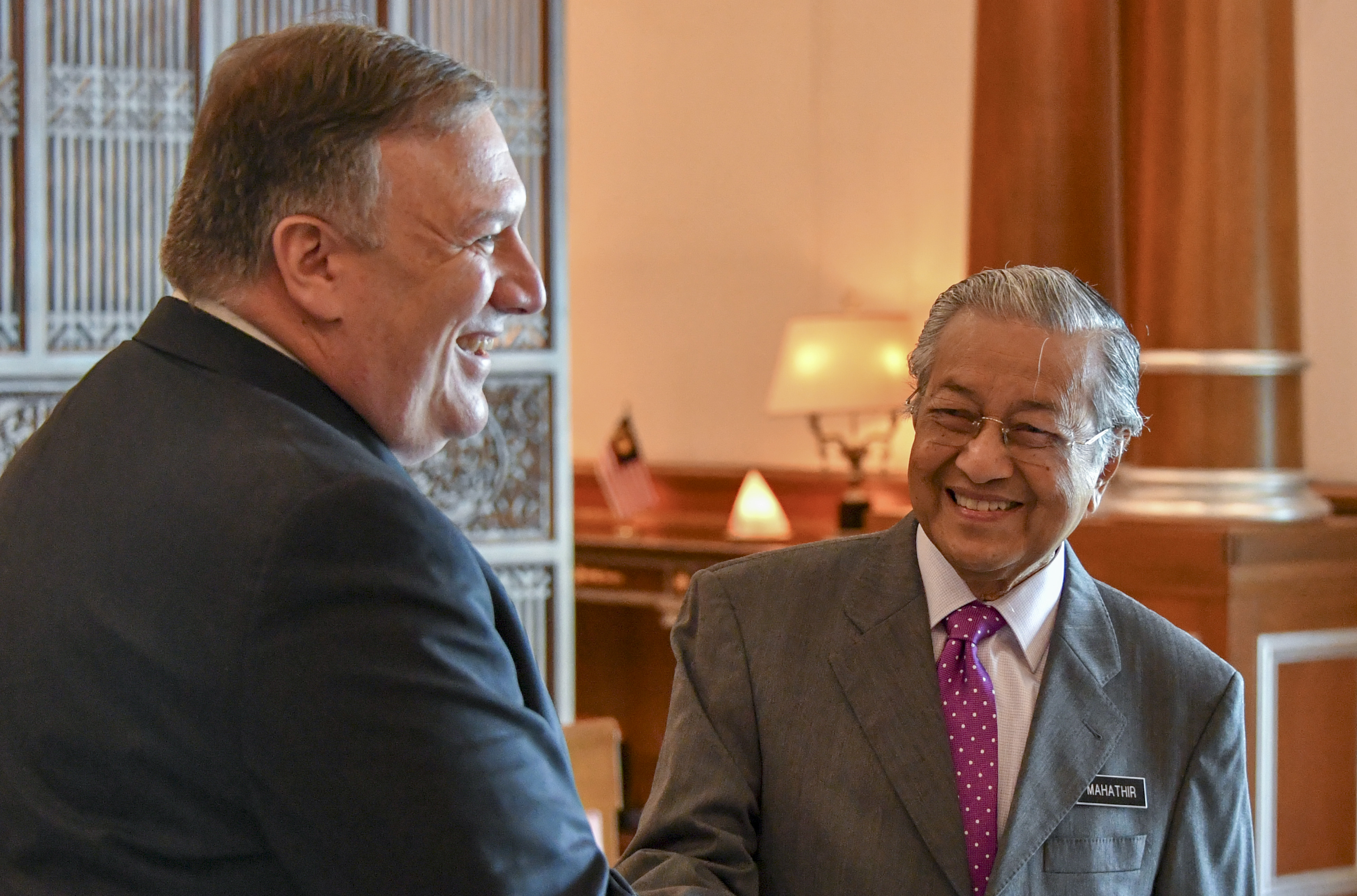
Pompeo i premier Malezji Mahathir bin Mohamad (3 sierpnia 2018)

W 1986 ukończył studia w akademii wojskowej West Point, w latach 1986–1991 służył w amerykańskiej armii. Brał udział w pierwszej wojnie w Zatoce Perskiej. Był kapitanem w amerykańskiej armii. W 1994 ukończył prawo na Uniwersytecie Harvarda, a cztery lata później założył firmę Thayer Aerospace, której był szefem przez ponad dziesięć lat. Następnie kierował Sentry International zajmującą się sprzętem używanym do wydobywania ropy naftowej. Przed wyborami 2010 prowadził firmę z branży lotniczej.
W 2010 roku został wybrany w stanie Kansas do Izby Reprezentantów z ultrakonserwatywnej Tea Party. Był członkiem komisji ds. wywiadu Izby Reprezentantów.
18 listopada 2016 roku ogłoszono, że w nowej administracji prezydenta Donalda Trumpa Pompeo będzie pełnił funkcję dyrektora CIA. 23 stycznia 2017 roku jego kandydatura została zaakceptowana przez Senat. Pełnił funkcję dyrektora Centralnej Agencji Wywiadowczej do 26 kwietnia 2018.
13 marca 2018 roku prezydent Donald Trump ogłosił nominację Pompeo na sekretarza stanu. 26 kwietnia 2018 Senat Stanów Zjednoczonych zatwierdził go (stosunkiem głosów 57 za, 42 przeciw) na stanowisku sekretarza stanu (wyjątkowo ślubował 2 razy – oficjalnie objął urząd zaraz po pierwszym ślubowaniu jakie złożył 26.04.2018 przed sędzią Sądu Najwyższego Samuelem Alito, a drugi raz ślubował przed wiceprezydentem Stanów Zjednoczonych Michaelem Pencem 2.05.2018), tym samym stając się 70. osobą na tym stanowisku w historii Stanów Zjednoczonych.
12 czerwca 2018 w Singapurze towarzyszył prezydentowi Trumpowi podczas pierwszego spotkania z Kim Dzong Unem.

## Życie prywatne
Jest żonaty, ma jednego syna.

## Odznaczenia
- National Security Medal (2020)[11]
- Krzyż Zasługi MSZ (Estonia, 2021)[12]